# قصف الناتو للاجئين ألبان بالقرب من جاكوفا
```
في 14 أبريل 1999، وقع 
قصف جوي للناتو للاجئين ألبان بالقرب من 
جاكوفا
 ضمن عمليات 
قصف الناتو ليوغوسلافيا
، حيث قصفت طائرات تابعة لحلف 
الناتو
 عن طريق الخطأ لاجئين كانوا على امتداد اثني عشر ميلا من الطريق بين مدينتي 
غياكوفا
 
وديشاني
 في غرب 
كوسوفو
. خلف القصف مقتل 73 مدنياً من 
ألبان كوسوفو
 
[
1
]
[
2
]
[
3
]
، من بينهم 16 طفلاً.
```

## استجابة الناتو
زعم كل من الناتو والولايات المتحدة في البداية أن الهدف كان فقط استهداف قافلة عسكرية وأن القوات اليوغوسلافية ربما تكون مسؤولة عن أي هجمات على المدنيين، قائلة «بعد ضرب القافلة، خرج رجال الجيش وهاجموا المدنيين». ومع ذلك، بعد يومين، اعترف الناتو بأن طائرة له قصفت مركبات مدنية عن طريق الخطأ.
زار مُراسلون من وسائل الإعلام الأمريكية الموقع في نفس اليوم وأجروا مقابلات مع ناجين وشاهدوا جرارات زراعية متضررة وجُثث محترقة تم تحديدها كلاجئين، وحُفر قنابل وشظايا. في البداية، قال الناتو إن طائراته استهدفت مركبات عسكرية، ثم أفاد بأن طيارًا أمريكيًا كان على متن مُقاتلة من طراز إف-16 أطلق النار على ما اعتقد أنه شاحنات عسكرية. عبر الناتو عن «أسفه العميق». وذكرت وكالة الأنباء الصربية تانيوج أن ثلاثة من رجال الشرطة الصربية قُتلوا أيضا في الهجوم.